# Зозуля ширококрила
Зозу́ля ширококрила (Hierococcyx fugax) — вид зозулеподібних птахів родини зозулевих (Cuculidae). Мешкає в Південно-Східній Азії. Філіпінські, рудоволі та індокитайські зозулі раніше вважалися підвидами ширококрилої зозулі.

## Опис
Довжина птаха становить 28-30 см. Голова і верхня частина тіла темно-сіро-коричневі. Підборіддя чорне, навколо очей жовті кільця. Нижня частина тіла біла або рожевувато-руда, поцяткована темними стрілоподібними плямками. У молодих птахів верхня частина тіла рудувата, поцяткована сірими смужками, тім'я чорне, поцятковане рудуватими смужками, нижня частина тіла поцяткована темно-коричневими плямами або смугами з рудими краями. Крик складається з серії подвійних посвистів, перша нота яких є вищою, повторюється близько 20 разів.

## Поширення і екологія
Ширококрилі зозулі мешкають на Малайському півострові, Суматрі, Калімантані і на сусідніх островах. Вони живуть у вологих рівнинних і гірських тропічних лісах, в садах і на плантаціях. Зустрічаються на висоті до 1620 м над рівнем моря на Калімантані та на висоті до 1700 м над рівнем моря на Суматрі. Живляться переважно комахами. Ширококрилим зозулям притаманний гніздовий паразитизм. Вони підкладають яйця в гнізда білогузим шамам і сіроволим канарницям.